# Llanddona
Llanddona  è villaggio con status di community del Galles nord-occidentale, situato nell'isola (e contea) di Anglesey. Conta una popolazione di circa 650 abitanti.

## Geografia fisica
Llanddona si trova nella parte orientale dell'isola di Anglesey, in prossimità della costa che si affaccia sul mare d'Irlanda e tra i villaggi di Benllech e Penmon (il villaggio dove sorge il Penmon Priory), rispettivamente a sud-est del primo e a ad ovest/sud-ovest del secondo).

## Origini del nome
Il toponimo Llanddona significa letteralmente "chiesa (llan) di San Dona", in ricordo della chiesa locale.

## Storia

### Leggende
Seconda la leggenda, un tempo a Llanddona sarebbero vissute alcune streghe precedentemente cacciate, assieme ai loro mariti, dalle terre natie.

## Monumenti e luoghi d'interesse

### Chiesa di San Dona
Edificio principale del villaggio è la chiesa dedicata a San Dona: eretta prima del XV secolo,  fu completamente ricostruita nel 1873.

### Spiagge
Il villaggio è però soprattutto famoso per le spiagge che si estendono nei suoi dintorni, spiagge che si sono guadagnate numerose bandiere blu e vari premi.

## Società

### Evoluzione demografica
Nel 2014, la popolazione stimata di Llanddona era pari a circa 651 abitanti.
La località ha conosciuto quindi un decremento demografico rispetto al 2011, quando contava 691 abitanti. Nel 2001, contva invece 639 abitanti.